# Civo
Civo (lombardul: Sciv) település Olaszországban, Sondrio megyében. Lakosainak száma 1104 fő (2023. január 1.). Civo Ardenno, Dazio, Mello, Morbegno, Novate Mezzola, Traona és Val Masino községekkel határos.

## Népesség
A település népességének változása:
| Lakosok száma | 1109 | 1115 | 1104 |
|               | 2017 | 2018 | 2023 |